# Persicula rashafuni
Persicula rashafuni is een slakkensoort uit de familie van de Cystiscidae. De wetenschappelijke naam van de soort is voor het eerst geldig gepubliceerd in 1993 door Bozzetti.